# Yuiko Konno
Yuiko Konno (jap. 金野 結子, Konno Yuiko; * 10. Oktober 1980 in der Präfektur Chiba) ist eine ehemalige japanische Fußballspielerin.

## Karriere

### Verein
Sie begann ihre Karriere bei JEF United Chiba Ladies. 2010 beendete sie ihre Spielerkarriere.

### Nationalmannschaft
Konno  absolvierte ihr erstes Länderspiel für die japanischen Nationalmannschaft am 11. Mai 2010 gegen Mexiko.